# Bonelliidae
Bonelliidae zijn een familie van borstelwormen (Polychaeta) uit de orde van de Echiuroidea.

## Taxonomie
De volgende taxa zijn bij de familie ingedeeld:
- Geslacht Acanthobonellia Fisher, 1948
- Geslacht Acanthohamingia Ikeda, 1910
- Geslacht Achaetobonellia Fisher, 1953
- Geslacht Alomasoma Zenkevitch, 1958
- Geslacht Amalosoma Fisher, 1948
- Geslacht Archibonellia Fischer, 1919
- Geslacht Bengalus Biseswar, 2006
- Geslacht Biporus Murina & Popkov, 2000
- Geslacht Bonellia Rolando, 1822
- Geslacht Bonelliopsis Fisher, 1946
- Geslacht Bruunellia Zenkevitch, 1966
- Geslacht Charcotus DattaGupta, 1981
- Geslacht Choanostomellia Zenkevitch, 1964
- Geslacht Dattaguptus Murina & Popkov, 2000
- Geslacht Eubonellia Fisher, 1946
- Geslacht Hamingia Danielssen & Koren, 1880
- Geslacht Ikedella Monro, 1927
- Geslacht Jakobia Zenkevitch, 1958
- Geslacht Kurchatovus DattaGupta, 1977
- Geslacht Maxmuelleria Bock, 1942
- Geslacht Metabonellia Stephen & Edmonds, 1972
- Geslacht Nellobia Fisher, 1946
- Geslacht Prometor Fisher, 1948
- Geslacht Protobonellia Ikeda, 1908
- Geslacht Pseudobonellia Johnston & Tiegs, 1919
- Geslacht Pseudoikedella Murina, 1978
- Geslacht Sluiterina Monro, 1927
- Geslacht Torbenwolffia Zenkevitch, 1966
- Geslacht Vitjazema Zenkevitch, 1958
- Geslacht Zenkevitchiola Murina, 1978

### Nomen nudum
- - Geslacht Jacobia Murina, 2008

### Synoniemen
- Onderfamilie Acanthobonelliinae DattaGupta, 1976 => Bonelliidae Lacaze-Duthiers, 1858
- Onderfamilie Acanthohaminginae DattaGupta, 1976 => Bonelliidae Lacaze-Duthiers, 1858
- Onderfamilie Archibonelliinae DattaGupta, 1976 => Bonelliidae Lacaze-Duthiers, 1858
- Onderfamilie Hamingiinae Monro, 1927 => Bonelliidae Lacaze-Duthiers, 1858
- Onderfamilie Protobonelliinae Monro, 1927 => Bonelliidae Lacaze-Duthiers, 1858
- Geslacht Austrobonellia Fisher, 1948 => Pseudobonellia Johnston & Tiegs, 1919
- Geslacht Choanostoma Zenkevitch, 1964 => Choanostomellia Zenkevitch, 1964
- Geslacht Parabonellia Onoda, 1935 => Ikedella Monro, 1927
- Geslacht Pseudobonellia Onoda, 1934 => Ikedella Monro, 1927
- Geslacht Tatjanella Zenkevitch, 1957 => Prometor Fisher, 1948